# Ilseng
Ilseng ist eine Ortschaft in den norwegischen Kommunen Stange und Hamar in der Provinz (Fylke) Innlandet. Der Ort hat 977 Einwohner (Stand: 1. Januar 2024).

## Geografie
Ilseng ist ein sogenannter Tettsted, also eine Ansiedlung, die für statistische Zwecke als eine städtische Siedlung gewertet wird. Der Tettsted liegt an der Norduferseite der Svartelva an der Gemeindegrenze zwischen Stange und Hamar. Zum 1. Januar 2024 wurden 941 der 977 Bewohner zur Kommune Stange gezählt, die restlichen 36 Einwohner zu Hamar. Von den insgesamt 1,06 km² der Gesamtfläche des Ortes gehören 0,98 km² zu Stange.
Die Stadt Hamar liegt rund neun Kilometer weiter nordwestlich.

## Wirtschaft und Infrastruktur
Für die lokale Wirtschaft ist die Holzindustrie von größerer Bedeutung. In der Ortschaft befindet sich zudem ein Gefängnis mit einer Kapazität von 86 Personen.
Seit 1862 befindet sich in Ilseng ein Bahnhaltepunkt. Dieser wird von Zügen der Rørosbanen bedient.

## Name
Die Bedeutung des Ortsnamens ist nicht gesichert. Möglicherweise leitet er sich vom Männernamen Ígull ab.

## Persönlichkeiten
- Marit Bratberg Lund (* 1997), Fußballspielerin